# جامعة البيروني (أفغانستان)
جامعة البيروني (بالفارسية: دانشگاه البیرونی)، جامعة عامة في أفغانستان. أسستها عام 2000 وزارة التعليم العالي الأفغانية. سميت الجامعة على اسم العالم أبو الريحان البيروني، وهو باحث وعالم عاش في القرن الحادي عشر الميلادي في خراسان الكبرى.
تقع جامعة البيروني بجوار شركة غلبهار للغزل والنسيج في مقاطعة كوهيستان في ولاية كابيسا، 70 ميل شمال مدينة كابول. التحق في الجامعة ما يقارب 1643 طالباً وطالبة حسب معلومات عام 2008. المستشار الحالي هو رشيد خان العزيز كوهيستاني. تضم الجامعة سبع كليات، وهي:
- الزراعة
- الهندسة
- القانون والعلوم السياسية
- الآداب والصحافة
- الطب
- التوحيد (شريعة إسلامية)